# Guido von List
Guido Karl Anton List, mais conhecido como Guido von List (Viena, 5 de outubro de 1848 — Berlim, 17 de maio de 1919), foi um ocultista, jornalista, dramaturgo e romancista austríaco. Ele expôs um novo movimento religioso pagão moderno conhecido como wotanismo, que ele alegou ser o renascimento da religião da antiga raça alemã, e que incluía um conjunto interno de ensinamentos ariosóficos que ele chamou de Armanismo.

## Vida
Nascido em uma família rica de classe média em Viena, List alegou que abandonou a fé católica romana de sua família na infância, em vez de se dedicar ao deus pré-cristão Wotan. Passando muito tempo no interior da Áustria, ele se dedicou a remar, fazer caminhadas e desenhar a paisagem. A partir de 1877, ele começou uma carreira como jornalista, principalmente escrevendo artigos sobre o interior da Áustria para jornais e revistas nacionalistas. Nelas, ele colocou uma ênfase völkisch na cultura popular e nos costumes da população rural, acreditando que muitos deles eram remanescentes da religião pagã pré-cristã. Ele publicou três romances, Carnuntum (1888), Jung Diethers Heimkehr (1894) e Pipara (1895), cada uma delas situada entre as tribos alemãs da Idade do Ferro, além de ser autora de várias peças. Durante a década de 1890, ele continuou escrevendo artigos völkisch, agora em grande parte para o jornal nacionalista Ostdeutsche Rundschau, com suas obras assumindo uma dimensão antissemita na metade dessa década. Em 1893, ele cofundou a sociedade literária Literarische Donaugesellschaft e se envolveu no movimento nacionalista pan-alemão da Áustria, um meio que buscava a integração da Áustria no Império Alemão.

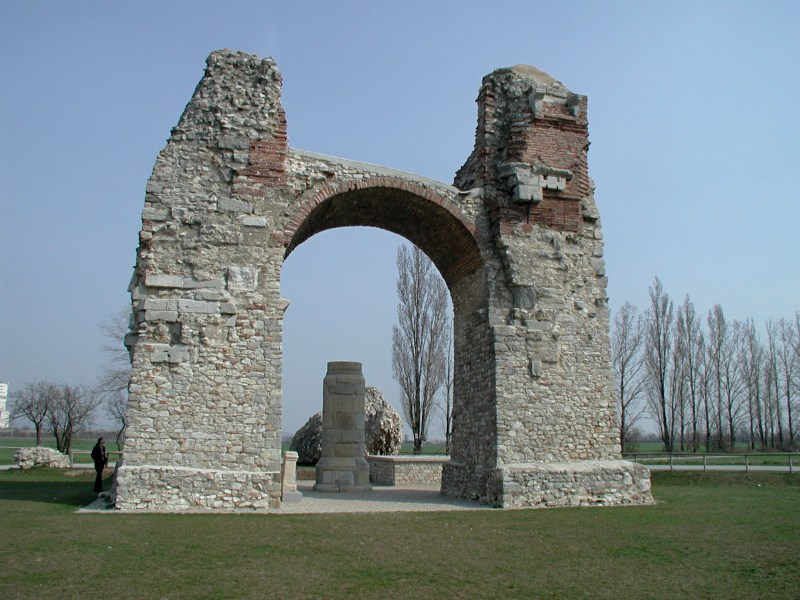
Heidentor, o Portão Pagão em Carnuntum onde List enterrou oito garrafas de vinho em forma de suástica sob o arco em 1875

Durante um período de cegueira de 11 meses em 1902, List tornou-se cada vez mais interessado no ocultismo, em particular sob a influência da Sociedade Teosófica, resultando em uma expansão de suas crenças wotânicas para incorporar a Runologia e o Armanen Futharkh. A popularidade de seu trabalho entre as comunidades völkisch e nacionalistas resultou no estabelecimento de uma Sociedade da Lista em 1908; atraindo apoio significativo da classe média e alta, a Sociedade publicou os escritos de List e incluiu um grupo interno ariosofista, a Alta Ordem Armanen, presidida por List como Grão-Mestre. Através dessas aventuras, ele promoveu a milenar visão de que a sociedade moderna estava degenerada, mas que seria purificada por meio de um evento apocalíptico, resultando no estabelecimento de um novo Império Pan-Alemão que abraçaria o Wotanismo. Tendo profetizado erroneamente que este império seria estabelecido pela vitória das Potências Centrais na Primeira Guerra Mundial, List morreu em uma visita a Berlim em 1919.

Círculo Rúnico do Armanen Futharkh.

Durante sua vida, List se tornou uma figura bem conhecida entre as subculturas nacionalistas e völkisch da Áustria e da Alemanha, influenciando o trabalho de muitos outros que operam neste meio. Seu trabalho, propagado pela List Society, influenciou grupos völkisch posteriores, como Reichshammerbund e Germanenorden, e por meio deles exerceu influência tanto no crescente Partido Nazista quanto na SS. Após a Segunda Guerra Mundial, seu trabalho continuou a influenciar uma série de praticantes ariosóficos e pagãos na Europa, Austrália e América do Norte.